# Marmosops
Marmosops — рід сумчастих ссавців родини Опосумові (Didelphidae).

## Опис
Їх хутро сіре або коричневе зверху, знизу яскраве, часто білувате. Вони мають великі очі, загострену морду і великі вуха. Ці тварини досягають довжини тіла 9-16 сантиметрів і завдовжки хвоста від 11 до 22 сантиметрів. Вага 24—85 грамів.

## Поширення
Їх діапазон поширення простирається від Панами до Південної Америки. Населяють переважно ліс, іноді вони також зустрічаються на плантаціях. 

## Життя
Це нічні одинаки, які в основному живуть на деревах, але іноді спускаються на землю. Протягом дня вони сплять у гніздах, зроблених з листків і гілок, або використовують незайняті гнізда птахів. Вони всеїдні, харчуються в основному комахами і плодами. Іноді вони також їдять дрібних хребетних і яйця птахів.
Через те, що самиці не мають сумок, вони тягають дитинчат перші місяці на тілі. Мають короткий період вагітності (близько 14 днів), високий розмір виводку (від 6 до 7) й невелику очікувану тривалість життя.
Вони не переслідуються безпосередньо людиною, але страждають від втрати середовища існування в результаті збезлісення.

## Види
- Marmosops bishopi (Pine, 1981)
- Marmosops cracens (Handley and Gordon, 1979)
- Marmosops creightoni (Voss, Tarifa & Yensen, 2004)
- Marmosops dorothea (Thomas, 1911)
- Marmosops fuscatus (Thomas, 1896)
- Marmosops handleyi (Pine, 1981)
- Marmosops impavidus (Tschudi, 1845)
- Marmosops incanus (Lund, 1840)
- Marmosops invictus (Goldman, 1912)
- Marmosops juninensis (Tate, 1931)
- Marmosops neblina (Gardner, 1990)
- Marmosops noctivagus (Tschudi, 1845)
- Marmosops parvidens (Tate, 1931)
- Marmosops paulensis (Tate, 1931)
- Marmosops pinheiroi (Pine, 1981)